# Yabrud District
Yabrud District (arabiska: منطقة يبرود) är ett distrikt i Syrien.   Det ligger i provinsen Rif Dimashq, i den sydvästra delen av landet, 50 kilometer norr om huvudstaden Damaskus.
Trakten runt Yabrud District är ofruktbar med lite eller ingen växtlighet. Runt Yabrud District är det ganska tätbefolkat, med 75 invånare per kvadratkilometer.